# Якоб Фридеман фон Вертерн
Якоб Фридеман фон Вертерн (на немски; * 6 септември 1739 в Айтра до Лайпциг; † 24 март 1806 в Лайпциг), дипломат и таен съветник на Курфюрство Саксония.
Той е малкият син на имперски граф Георг фон Вертерн (1700 – 1768) и графиня Якобина Хенриета фон Флеминг (1709 – 1784), дъщеря на генерал-майор граф Богислав Бодо фон Флеминг (1671 – 1732) и Мария Луиза фон Врайхен (1685 – 1720). Брат му Йохан Георг Хайнрих фон Вертерн (1735 – 1790) е пруски таен държавен министър.
Якоб Фридеман фон Вертерн получава през 1771 г. дворец Айтра до Лайпциг. Той става таен съветник при курфюрст Фридрих Август III. През 1774 г. граф Якоб Фридеман фон Вертерн е на дипломатическа служба на Саксония в испанския двор. След завръщането му от Испания през 1770-те години той живее в Нойнхайлинген в Тюрингия. Там той има връзка с двора във Ваймар. Херцог Карл Август е заедно с Гьоте често на посещение в Нойнхайлинген. Той живее с фамилията си заради службата си също и в Дрезден.
От 1783 г. до смъртта си той е камер-директор на Цайц-Наумбург. Със съпругата му престрояват двореца и парка близо до Айтра.
Той умира 1806 г. и е погребан по негово желание в местното гробище в Айтра.

## Фамилия
Якоб Фридеман фон Вертерн се жени на 12 юли 1773 г. в Насау за фрайин Йохана Луиза фом и цум Щайн (* 28 февруари 1752; † 8 март 1811), по-голяма сестра на по-късния пруски министър и реформатор фрайхер Карл фом и цум Щайн (1757 – 1831), дъщеря на имперския фрайхер Карл Филип фом и цум Щайн и съпругата му Хенриетае Каролина Лангверт фон Зимерн. Бракът по-късно не е щастлив. Те имат две дъщери:
- Хенриета Каролина Луиза (1774 – 1836), омъжена 1801 г. за Фридрих Кристиан Лудвиг Зенфт фон Пилза-Лаун (1774 – 1853), саксонски и австрийски дипломат и политик.
- Якобина Хенриета Юлиана (умира малка)